# Zamach na Oktoberfest
Zamach na Oktoberfest (niem. Oktoberfestattentat) – akt terrorystyczny, który miał miejsce w Monachium 26 września 1980 roku (piątek, godz. 22:19) podczas festiwalu piwnego Oktoberfest. Silna eksplozja bomby nastąpiła w okolicach głównej bramy. Nastąpiło to w chwili, gdy tłum ludzi zaczął opuszczać olbrzymie namioty, w których podawano piwo, i skierował się do wyjść. W wyniku zamachu 13 osób zginęło, a ponad 211 odniosło rany. 
Śledztwo wykazało, że zamach terrorystyczny zorganizowała neonazistowska Wehrsportgruppe Hoffmann (tłum. Grupa Sportów Obronnych Hoffmana). Członkowie tej organizacji zeznali na policji dzień po masakrze, że środki wybuchowe dostarczył im prawicowy ekstremista Heinz Lembke.